# Richard Matvichuk
Richard Dorian Matvichuk (né le 5 février 1973 à Edmonton dans l'Alberta au Canada) est un joueur professionnel de hockey sur glace.

## Carrière en club
Il fait ses débuts en junior dans l'équipe des Blades de Saskatoon de la Ligue de hockey de l'Ouest en 1989-1990 et il est choisi au cours du repêchage d'entrée de la Ligue nationale de hockey en 1991. Les North Stars du Minnesota le prennent donc en tant que leur premier choix (8e joueur choisi au total) et il fait ses débuts dans la LNH en 1992 après une dernière saison dans la WHL et quelques matchs dans la Ligue internationale de hockey (pour les Wings de Kalamazoo).
Lors du déménagement de la franchise en 1993 pour le Texas, il la suit et joue pour les Stars jusqu'au lock-out 2004-2005 des joueurs de la LNH. Entre-temps, il gagne avec les Stars en 1999, la Coupe Stanley.
En 2004, il devient agent libre et est signé par les Devils du New Jersey le 12 juillet.

## Statistiques
Pour les significations des abréviations, voir Statistiques du hockey sur glace.
| Saison     | Équipe                   | Ligue      |     | Saison régulière | Saison régulière | Saison régulière | Saison régulière | Saison régulière |   | Séries éliminatoires | Séries éliminatoires | Séries éliminatoires | Séries éliminatoires | Séries éliminatoires |
| Saison     | Équipe                   | Ligue      | PJ  | B                | A                | Pts              | Pun              | PJ               | B | A                    | Pts                  | Pun                  |                      |                      |
| 1989-90    | Blades de Saskatoon      | LHOu       | 56  | 8                | 24               | 32               | 126              | 10               | 2 | 8                    | 10                   | 16                   |                      |                      |
| 1990-91    | Blades de Saskatoon      | LHOu       | 68  | 13               | 36               | 49               | 117              |                  |   |                      |                      |                      |                      |                      |
| 1991-92    | Blades de Saskatoon      | LHOu       | 58  | 14               | 40               | 54               | 126              | 22               | 1 | 9                    | 10                   | 61                   |                      |                      |
| 1992-1993  | Wings de Kalamazoo       | LIH        | 3   | 0                | 1                | 1                | 6                |                  |   |                      |                      |                      |                      |                      |
| 1992-1993  | North Stars du Minnesota | LNH        | 53  | 2                | 3                | 5                | 26               |                  |   |                      |                      |                      |                      |                      |
| 1993-1994  | Wings de Kalamazoo       | LIH        | 43  | 8                | 17               | 25               | 84               |                  |   |                      |                      |                      |                      |                      |
| 1993-1994  | Stars de Dallas          | LNH        | 25  | 0                | 3                | 3                | 22               | 7                | 1 | 1                    | 2                    | 12                   |                      |                      |
| 1994-1995  | Wings de Kalamazoo       | LIH        | 17  | 0                | 6                | 6                | 16               |                  |   |                      |                      |                      |                      |                      |
| 1994-1995  | Stars de Dallas          | LNH        | 14  | 0                | 2                | 2                | 14               | 5                | 0 | 2                    | 2                    | 4                    |                      |                      |
| 1995-1996  | Stars de Dallas          | LNH        | 73  | 6                | 16               | 22               | 71               |                  |   |                      |                      |                      |                      |                      |
| 1996-1997  | Stars de Dallas          | LNH        | 57  | 5                | 7                | 12               | 87               | 7                | 0 | 1                    | 1                    | 20                   |                      |                      |
| 1997-1998  | Stars de Dallas          | LNH        | 74  | 3                | 15               | 18               | 63               | 16               | 1 | 1                    | 2                    | 14                   |                      |                      |
| 1998-1999  | Stars de Dallas          | LNH        | 64  | 3                | 9                | 12               | 51               | 22               | 1 | 5                    | 6                    | 20                   |                      |                      |
| 1999-2000  | Stars de Dallas          | LNH        | 70  | 4                | 21               | 25               | 42               | 23               | 2 | 5                    | 7                    | 14                   |                      |                      |
| 2000-2001  | Stars de Dallas          | LNH        | 78  | 4                | 16               | 20               | 62               | 10               | 0 | 0                    | 0                    | 14                   |                      |                      |
| 2001-2002  | Stars de Dallas          | LNH        | 82  | 9                | 12               | 21               | 52               |                  |   |                      |                      |                      |                      |                      |
| 2002-2003  | Stars de Dallas          | LNH        | 68  | 1                | 5                | 6                | 58               | 12               | 0 | 3                    | 3                    | 8                    |                      |                      |
| 2003-2004  | Stars de Dallas          | LNH        | 75  | 1                | 20               | 21               | 36               | 5                | 0 | 1                    | 1                    | 8                    |                      |                      |
| 2005-2006  | Devils du New Jersey     | LNH        | 62  | 1                | 10               | 11               | 40               | 7                | 0 | 0                    | 0                    | 4                    |                      |                      |
| 2006-2007  | Devils du New Jersey     | LNH        | 1   | 0                | 0                | 0                | 0                | 9                | 0 | 0                    | 0                    | 10                   |                      |                      |
| 2007-2008  | Devils de Lowell         | LAH        | 42  | 1                | 3                | 4                | 40               |                  |   |                      |                      |                      |                      |                      |
| Totaux LNH | Totaux LNH               | Totaux LNH | 796 | 39               | 139              | 178              | 624              | 123              | 5 | 19                   | 24                   | 128                  |                      |                      |